# Chiesa di San Bartolomeo (Seggiano)
La chiesa di San Bartolomeo è un edificio sacro situato a Seggiano.

## Storia e descrizione
Documentato nel 1216 ma totalmente ricostruito prima del 1860, presenta nella lunetta del portale un mosaico moderno che riprende la Madonna delle Grazie di Casteldelpiano.
La chiesa a tre navate conserva sull'altare maggiore un polittico trecentesco raffigurante la Madonna col Bambino in trono e i Santi Bartolomeo, Giovanni Evangelista e Michele Arcangelo di Bartolomeo Bulgarini. Si segnalano due affreschi cinquecenteschi, la Natività della Vergine e l'Adorazione del Bambino e nella navata sinistra un espressivo Crocifisso del XV secolo.